# Leptailurus serval togoensis
Leptailurus serval togoensis es una subespecie de  mamíferos carnívoros  de la familia Felidae.

## Distribución geográfica
Se encuentra en Togo y Benín.